# 強平
强平（？—356年），十六国时期前秦大臣，略阳（今甘肃略阳）人，氐族。苻生之母强皇后弟。
前秦皇始元年（351年），苻健即天王位，任命强平为太傅。寿光元年（355年），外甥苻生即位后，为左光禄大夫。史称其“清素刚严，骨鲠贞亮”。苻生昏虐苛暴，屠戮大臣。寿光二年（356年）四月，长安城大风不止，一連吹了五天，皇宮內人心惶惶，好像來賊了一樣。他借昏风日蚀兼水旱不时等天象，劝谏苻生“务养元元，平章百姓”。苻生以舅舅妖言惑众，凿开他的头顶，将他杀害，强皇后亦忧愤而死。